# Thomas Bérard

Großmeisterwappen des Thomas Bérard

Thomas Bérard (auch Béraud oder Bérault; † 25. März 1273) war von 1256 bis zu seinem Tod zwanzigster Großmeister des Templerordens.
Es ist unklar, ob er aus Italien oder England stammte.
Nach dem Tod des Großmeisters Renaud de Vichiers am 20. Januar 1256 wurde Thomas Bérard zum Großmeister des Templerordens gewählt.
Bérard beendete den Krieg von St. Sabas (1256–1258) und versuchte in der Folgezeit zu einem friedlichen Einvernehmen mit dem Ritterorden der Hospitaliter zu gelangen. Die politische Situation rund um die Kreuzfahrerstaaten in Syrien und Palästina in der Folgezeit war angespannt:
1258 hatten die Mongolen Bagdad erobert, der ägyptische Mamlukensultan Baibars (1260–1277) griff nach Abwehr mongolischer Angriffe in Syrien die „fränkischen“ Restbesitzungen an und konnte so zum Beispiel Cäsarea, Haifa, Ramla (1265/66), Jaffa und Antiochia (1268) sowie Montfort (1271) den Kreuzfahrern entreißen. Die Templer konnten die Belagerung ihres Château Pèlerin 1265 abwehren, aber die Templerburgen Safed (1266), Beaufort (1268) und Chastel Blanc (1271) fielen an die Muslime. Ein Waffenstillstand vom 21. April 1272 für zehn Jahre, zehn Monate, zehn Tage und zehn Stunden beendete die auch für die Templer äußerst verlustreichen Kriege.
Wenn auch die Templer – zusammen mit den anderen Kreuzfahrern – den mamlukischen Angriffen wenig entgegensetzen konnten, so bemühte sich Bérard während seiner Regierungszeit immerhin um eine Reform seines Ordens. So übernahm er um 1260 Statuten der Hospitaliter in das Strafreglement der Templer. Er bemühte sich um eine strengere Disziplin innerhalb des Ordens und um die Abstellung der Rivalitäten mit den anderen Ritterorden. Beispielhaft kam es zu einem gemeinsamen Bündnisbrief am 9. Oktober 1258.
Bérard starb am 25. März 1273, sein Nachfolger wurde der Großmeister Guillaume de Beaujeu.